# Oekraïne op het Eurovisiesongfestival 2025
Oekraïne neemt deel aan het Eurovisiesongfestival 2025 in Bazel. De Oekraïense broadcaster Suspilsne is verantwoordelijk voor de bijdrage aan de hand van de nationale finale Vidbir.

## Vidbir 2025
Na de succesvolle edities op het Songfestival, wordt Vidbir voor de negende keer georganiseerd. Er werden negen finalisten geselecteerd, die op 8 februari zullen aantreden in een televisieshow met 3 juryleden. Deze juryleden werden verkozen door 442.374 online stemmen. 
Jamala werd met 34% van de stemmen geselecteerd, Serhiy Tanchynets met 20% en Kateryna Pavlenko met 12% van de stemmen. 
| Artiest           | Lied             | Punten | Plaats |
| ----------------- | ---------------- | ------ | ------ |
| Abiie             | "Dim"            | 5      | 9      |
| DK Enerhetyk      | "Sil'"           | 8      | 6      |
| Future Culture    | "Waste My Time"  | 7      | 8      |
| Khayat            | "Honor"          | 16     | 4      |
| Krylata           | "Stay True"      | 8      | 7      |
| Masha Kondratenko | "No Time to Cry" | 16     | 3      |
| Molodi            | "My Sea"         | 16     | 2      |
| Vlad Sheryf       | "Wind of Change" | 2      | 10     |
| Ziferblat         | "Bird of Pray"   | 19     | 1      |

## In Bazel
Oekraïne trad aan in de eerste halve finale op 13 mei 2025. Het land kwam als laatste uit de enveloppen en plaatse zich voor de finale, waar het als 7de act optrad na Spanje en voor het Verenigd Koninkrijk.  Oekraïne werd uiteindelijk 9de met 218 punten, met 158 punten van het publiek en 60 van de vakjury's. Oekraïne eindigde dinsdag in de halve finale ook op de 1ste plaats. 
2003 · 2004 · 2005 · 2006 · 2007 · 2008 · 2009 · 2010 · 2011 · 2012 · 2013 · 2014 · 2015 · 2016 · 2017 · 2018 · 2019-2020 · 2021 · 2022 · 2023 · 2024 · 2025
Albanië · Armenië · Australië · Azerbeidzjan · België · Cyprus · Denemarken · Duitsland · Estland · Finland · Frankrijk · Georgië · Griekenland · Ierland · IJsland · Israël · Italië · Kroatië · Letland · Litouwen · Luxemburg · Malta · Montenegro · Nederland · Noorwegen · Oekraïne · Oostenrijk · Polen · Portugal · San Marino · Servië · Slovenië · Spanje · Tsjechië · Verenigd Koninkrijk · Zweden · Zwitserland